# Alexandr Savkin
Alexandr Yevguénevich Savkin (en ruso: Александр Евгеньевич Савкин; Lípetsk, URSS, 13 de diciembre de 1978) es un deportista ruso que compitió en remo. Ganó una medalla de bronce en el Campeonato Europeo de Remo de 2007, en la prueba de cuatro sin timonel ligero.

## Palmarés internacional
| Campeonato Europeo | Campeonato Europeo | Campeonato Europeo | Campeonato Europeo        |
| Año                | Lugar              | Medalla            | Prueba                    |
| ------------------ | ------------------ | ------------------ | ------------------------- |
| 2007               | Poznań (Polonia)   | Medalla de bronce  | Cuatro sin timonel ligero |